# John M. Dawson
John Myrick Dawson (* 30. September 1930 in Champaign, Illinois; † 17. November 2001 in Los Angeles) war ein US-amerikanischer Physiker, der sich insbesondere mit Plasmaphysik   befasste. Er galt als Pionier in numerischer Simulation von Plasmen und auf Plasmen beruhenden Beschleunigerkonzepten.

## Biographie
Dawson studierte an der University of Maryland, wo er 1952 seinen Bachelor-Abschluss, 1954 seinen Master-Abschluss machte und 1957 promoviert wurde. Ab 1956 war er am Projekt Matterhorn (Experimente zur magnetischen Fusion) in Princeton als Wissenschaftler und ab 1962 am Plasmaphysik-Labor der Princeton University. 1964 wurde er dort stellvertretender Leiter der Theoriegruppe und 1966 deren Leiter. Gleichzeitig war er 1960 bis 1973 Lecturer an der Princeton University. 1969/70 war er zwischendurch an den Naval Research Laboratories, wo er eine Gruppe zur numerischen Simulation von Plasmen aufbaute.
1973 ging er als Professor an die University of California, Los Angeles, wo er 1976 bis 1987 Direktor des Institute for Plasma Physics and Fusion Engineering war. 1987 bis 1989 war er stellvertretender Leiter des Instituts und 1993 bis 1996 Interimsdirektor. Ab 1996 war er dort Direktor für neue Projekte. 2001 ging er in den Ruhestand. Er war Berater bei RCA Corporation (1962/63), Boeing (1964) und 1973 bis 1986 bei TRW Systems.
Dawson war ein führender Plasmaphysiker in den USA, der sich mit fast allen Aspekten von Grundlagenforschung in Plasmaphysik über Weltraum-Plasmen und Astrophysik bis zur Fusionsforschung (magnetische Fusion und Trägheitsfusion), Beschleunigerkonzepten mit Plasmen und Freien Elektronenlasern beschäftigte. Insbesondere befasste er sich mit numerischer Simulation (Particle in cell computer model) von Plasmen. Er hielt mehrere Patente. Zu seinen Innovationen (teilweise mit anderen) gehören der Plasma Beat Wave Accelerator, Laser Wake Field Accelerator (mit Toshiki Tajima), der Photon Accelerator, die Plasma-Linse, der Plasma Wiggler und der Ion Channel Laser.
Er beschäftigte sich auch mit Isotopentrennung mit Anwendungen auf Palladium-Isotope in der Strahlenbehandlung von Tumoren (worauf er laut seinem Nachruf besonders stolz war, da er selbst Mitte der 1970er Jahre an Prostatakrebs erkrankte und die Technik entwickelte, als er sich von der Erkrankung erholte) und schrieb ein Buch für Kinder (Grandpa’s a Scientist). Dawson war Mitglied der National Academy of Sciences (seit 1977), der American Academy of Arts and Sciences (seit 2000), der American Association for the Advancement of Science, der New York Academy of Sciences  und Fellow der American Physical Society, deren Vorstand der Plasmaphysik-Abteilung er 1970/71 war. Er erhielt 1977 den James-Clerk-Maxwell-Preis für Plasmaphysik und 1994 den Aneesur-Rahman-Preis der American Physical Society für numerische Physik. Er war Fulbright Fellow (als Gastwissenschaftler an der Nagoya Universität 1964/65), erhielt Preise für die Lehre von der UCLA und wurde California Scientist of the Year.
Ihm zu Ehren ist der John M. Dawson-Preis für Plasmaphysik der American Physical Society benannt, der seit 1983 vergeben wird.